# Tres Hombres
Tres Hombres é o terceiro álbum de estúdio da banda ZZ Top, lançado em 1973.

## Faixas
| Lado A |                                |                            |         |  |
| N.º    | Título                         | Compositor(es)             | Duração |  |
| 1.     | "Waitin' for the Bus"          | Billy Gibbons, Dusty Hill  | 2:59    |  |
| 2.     | "Jesus Just Left Chicago"      | Gibbons, Hill, Frank Beard | 3:30    |  |
| 3.     | "Beer Drinkers & Hell Raisers" | Gibbons, Hill, Beard       | 3:23    |  |
| 4.     | "Master of Sparks"             | Gibbons                    | 3:33    |  |
| 5.     | "Hot, Blue and Righteous"      | Gibbons                    | 3:14    |  |

| Lado B         |                            |                      |         |  |
| N.º            | Título                     | Compositor(es)       | Duração |  |
| 1.             | "Move Me on Down the Line" | Gibbons, Hill        | 2:32    |  |
| 2.             | "Precious and Grace"       | Gibbons, Hill, Beard | 3:09    |  |
| 3.             | "La Grange"                | Gibbons, Hill, Beard | 3:52    |  |
| 4.             | "Sheik"                    | Gibbons, Hill        | 4:05    |  |
| 5.             | "Have You Heard?"          | Gibbons, Hill        | 3:15    |  |
| Duração total: | Duração total:             | Duração total:       | 33:32   |  |

## Banda
- Billy Gibbons: guitarra e vocal
- Dusty Hill: baixo
- Frank Beard: bateria